# Змінні типу RV Тельця
Змінні типу RV Тельця — це пульсуючі жовті надгіганти, зміна яскравості яких має два різні мінімуми (глибокий та мілкий) та стабільний максимум.

## Історія та відкриття
Німецький астроном Фрідріх-Вільгельм Аргеландер спостерігав за виразними змінами у яскравості зорі R Щита протягом 10 років (з 1840 по 1850 років). Змінність R Стріли була помічена 1859 року, але лише з відкриттям RV Тельця російським астрономом Лідією Цераською у 1905 році ці змінні були виділені в окремий тип.

## Зміна яскравості
Період зміни яскравості зір типу RV Тельця вимірюється від одного глибокого мінімуму до іншого і становить від 30 до 150 днів. Амплітуда змін може сягати 4 зоряних величин. В залежності від вигляду кривої яскравості, цей тип змінних поділяють на два підтипи:
- RVa: зміни глибоких та мілких мінімумів при постійному максимумі;
- RVb: мінімум має довгоперіодичну змінність, часто у формі хвилі, з тривалістю циклу від 600 до 1500 днів.

Зміни яскравості таких зір є напіврегулярними — завжди присутній визначений період, але форма кривої яскравості дещо змінюється кожного циклу. 
Прототип цих зір, RV Тельця — це змінна підтипу RVb, яка демонструє змінність яскравості між +9,8 та +13,3 видимих зоряних величин з формальним періодом 78,7 днів. Найяскравіша зоря цього типу, R Щита, належить до підтипу RVa, її видима зоряна величина змінюється від 4,6 до 8,9, а формальний період становить 146,5 днів. AC Геркулеса також є прикладом підтипу RVa.
Світність змінних типу RV Тельця як правило становить декілька тисяч сонячних, що розміщує їх на верхівці смуги нестабільності W Діви. Тому їх разом з змінними типу W Діви деколи відносять до підкласу цефеїд II типу. Ці змінні мають зв'язок між їх періодами, масами та світністю, хоча і не такий чіткий, як у класичних цефеїд. Хоча за спектрами вони належать до надгігантів переважно Ib класу світності (зрідка Ia, що можливо потребує більш точних вимірів), їх фактичні світності у лише декілька тисяч сонячних відносять їх до яскравих гігантів.

## Спектри
Спектральні класи цих зір змінюються від F чи G на максимумі яскравості до K чи M на мінімумі, разом зі зміною променевої швидкості від 10 до  50 км/сек. Такі зміни характерні до пульсуючих змінних. У спектрах зір типу RV Тельця спостерігаються ударні хвилі в атмосферах надгігантів, які ведуть до дискретної зміни променевих швидкостей. Наявність ліній Бальмера в емісійному спектрі, типових для молодих зір, та типових для пізніх зір ліній окису титану у спектрі поглинання ускладнюють визначення температури та світності.

## Стадія розвитку
Змінні типу RV Тельця є старими та рідкісними зорями (визначено лише трохи більше 100 таких зір). Вони демонструють надлишок інфрачервоного спектру Infrarotexzess, спричинений сильним зоряним вітром на стадії асимптотичної гілки гігантів (AGB). Вони або після спалаху гелієвого ядра короткостроково змістилися з AGB на блакитну лінію, протягом перебування на якій вони перетинають смугу нестабільності, або після того, як полишили AGB, перебувають на шляху еволюції з червоних гігантів у білі карлики. Обидва цих етапи еволюції зорі є астрономічно короткими, і астрономи намагалися зафіксувати зміни у періодах зір типу RV Тельця, щоб визначити швидкість та напрямок їх еволюції. Але спостережувані зміни періодичності відповідають випадковому шуму. 
Маси змінних типу RV Тельця оцінюються у близько однієї маси Сонця на час, коли ці зорі перебували на головній послідовності, а на момент, коли вони полишили асимптотичну гілку гігантів, вони вже втратили близько половини маси. Оскільки для еволюції зір з такою масою поза асимптотичну гілку гігантів потрібно бл.10 млрд.років, зорі типу RV Тельця відносять до бідних на метали зір населення II.

## Причини зміни яскравості
Вважається, що зміна яскравості спричинена орбітальним резонансом 2:1, при якому перша гармоніка становить лише половину основної частоти, яка визначається як час між двома глибокими мінімумами. 

За другою гіоптезою, зорі типу RV Тельця демонструють низьковимірний хаос.

## Гіпотетична подвійність зорі
Складна зміна яскравості підгрупи RVb може бути наслідком затемнення у широкій подвійній зоряній системі. Сильний зоряний вітер зорі типу RV Тельця формує видуту речовину другого компонента системи у тор довкола змінної зорі і цей газопиловий диск періодично затемнює зорю типу RV Тельця. Також припускається, що всі зорі типу RV Тельця походять з подвійних систем.